# Vincenc Makovský
Vincenc Makovský (3. června 1900 Nové Město na Moravě – 28. prosince 1966 Brno) byl český akademický sochař, dále malíř, designér, profesor brněnské techniky a profesor Akademie výtvarných umění v Praze, účastník protinacistického odboje. Je považován za čelného představitele meziválečné avantgardy.
V Novém Městě na Moravě je gymnázium s jeho jménem, v pražských Řepích je po něm pojmenována hlavní třída.

## Život
Sochař Vincenc Makovský byl prvorozeným synem řezníka Vincence Makovského a jeho ženy Jindřišky, rozené Zvolánkové. Během studií na reálném gymnáziu v Novém Městě na Moravě ho lákalo malířství. Po maturitě musel roku 1918 nastoupit do rakousko-uherské armády, po skončení války a vzniku ČSR byl roku 1919 demobilizován a ihned se přihlásil na pražskou Akademii výtvarných umění, kterou absolvoval roku 1926. Během studií pracoval v malířských ateliérech Jakuba Obrovského a Karla Krattnera a v sochařských ateliérech Bohumila Kafky a Jana Štursy. Po pražském studiu dostal stipendium francouzské vlády a v letech 1926–1930 pracoval u Antoina Bourdella v Paříži. Po návratu z Francie se usadil v Brně, ale v letech 1931–1939 pobýval v Praze.
Za druhé světové války žil ve Zlíně. Pomáhal zde zakládat Školu umění (dnes Střední uměleckoprůmyslová škola v Uherském Hradišti), kde byl vedoucím oboru tvarování strojů a nástrojů (dnes průmyslový design), později na škole vyučovali i Makovského žáci. Jako člen ilegálního Národně revolučního výboru inteligence se účastnil odboje. Po osvobození se vrátil do Brna a stal se docentem modelování na Fakultě architektury Vysoké školy technické, v roce 1947 jejím profesorem. V roce 1946 byl zvolen řádným členem České akademie věd a umění. V roce 1952 získal profesuru na Akademii výtvarných umění v Praze.
Zemřel 28. prosince 1966 v Brně a 3. ledna 1967 byl pochován na evangelickém hřbitově v Novém Městě na Moravě. V rodném městě je po něm pojmenováno Gymnázium Vincence Makovského. Jeho jméno nese také náměstí v Brně-Žabovřeskách a lávka přes řeku Svitavu v Brně-Obřanech. Na domě na Mlýnském nábřeží č. 17 v Brně-Obřanech je plaketa připomínající, že zde žil v letech 1945–1966.

## Dílo

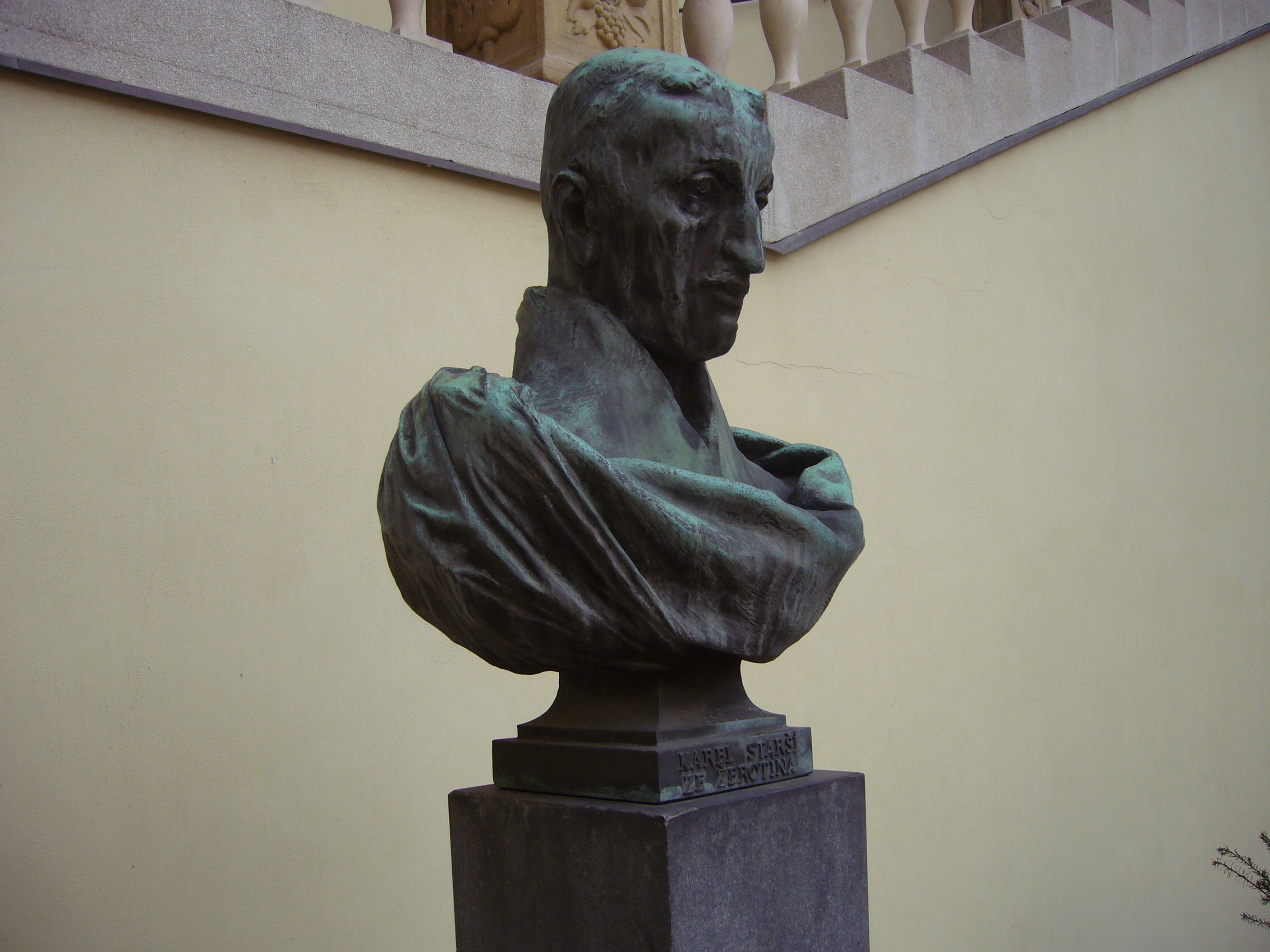
Busta Karla staršího ze Žerotína na nádvoří Nové radnice v Brně

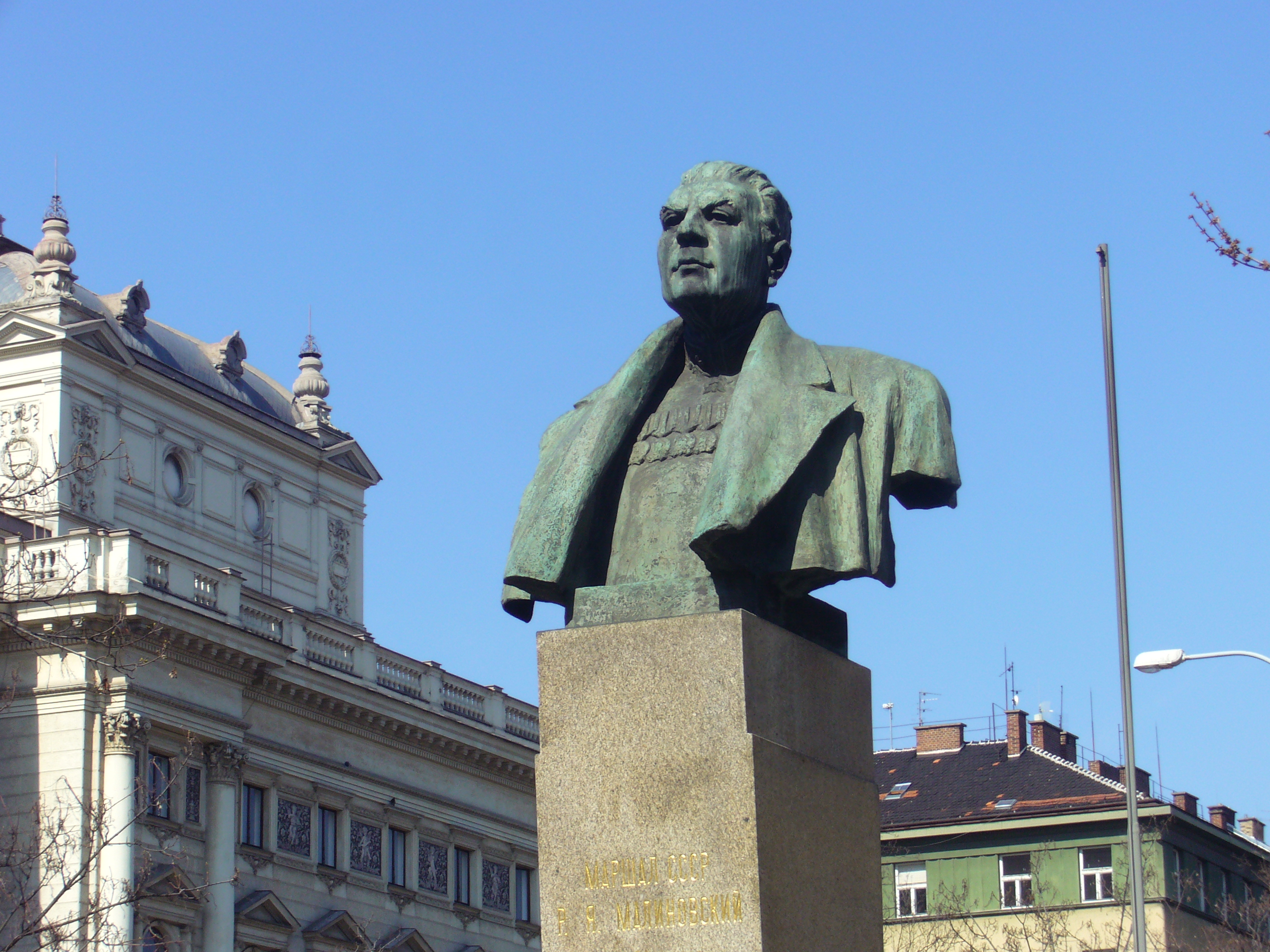
Busta maršála Malinovského před Domem umění v Brně

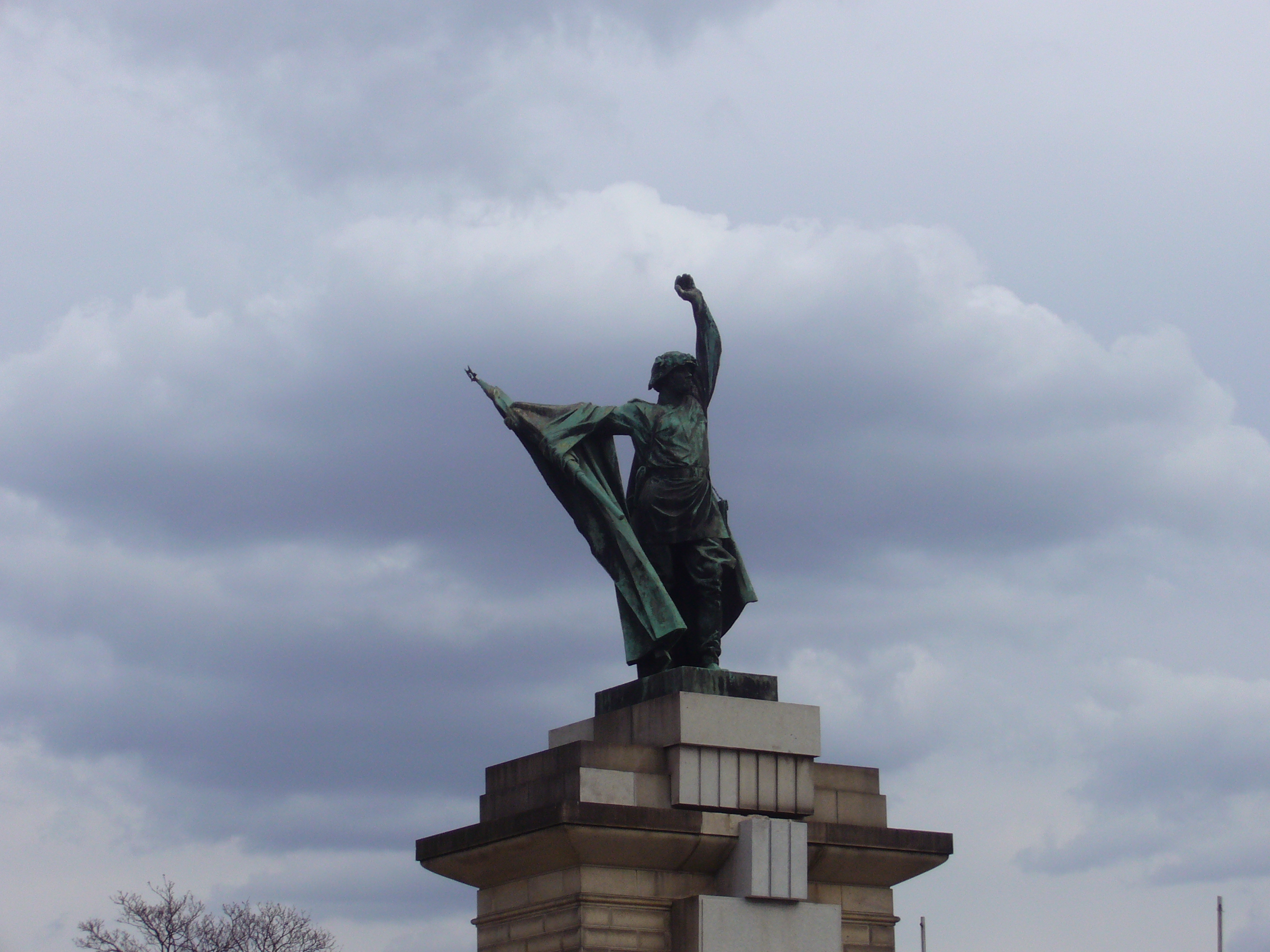
Pomník vítězství Rudé armády nad nacismem na Moravském náměstí v Brně

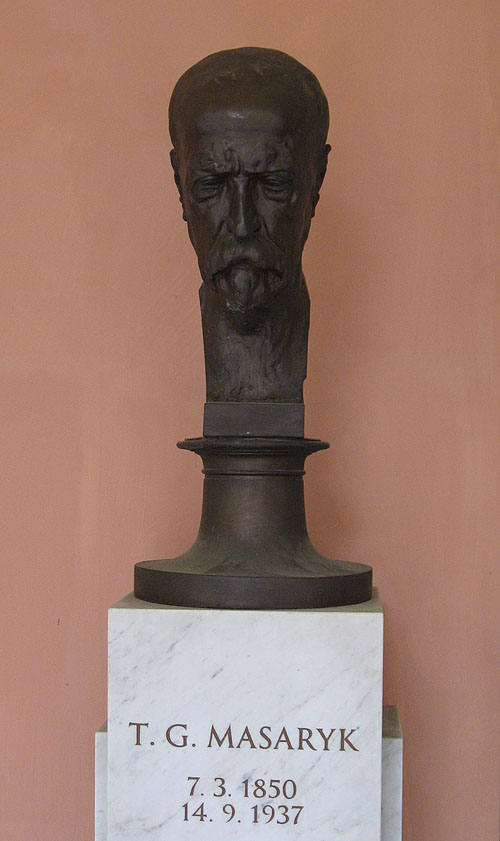
Busta T. G. Masaryka na Vídeňské univerzitě

Jeho sochařská tvorba prošla různými obdobími od počátečního civilismu, přes kubismus ve 20. letech, po abstrakci. Od poloviny třicátých let v jeho tvorbě převažoval realismus.
Některá jeho sochařská díla:
- podobizna Karla staršího ze Žerotína na nádvoří Nové radnice v Brně
- busta prof. Edwarda Babáka, jednoho ze zakladatelů Masarykovy univerzity v Brně, původně na Komenského náměstí před univerzitou, nyní v depozitáři Masarykovy univerzity.
- busta maršála Malinovského před Domem umění v Brně
- busta S. K. Neumanna v Bílovicích nad Svitavou
- busta prezidenta T. G. Masaryka před Základní školou T. G. Masaryka v Pudlově (dnes m. č. Bohumín-Pudlov) a na náměstí Prezidenta Masaryka v Kunraticích u Prahy
- busta prezidenta T. G. Masaryka v arkádovém dvoře Vídeňské univerzity
- pomník vítězství Rudé armády nad nacismem na Moravském náměstí v Brně
- pomníky J. A. Komenského v Uherském Brodě, v Naardenu a Bethlehemu
- pomník Aloise Jiráska v Litomyšli
- socha partyzána pro město Zlín
- alegorická skupina pro fontánu v Mělníku
- návrh plastiky pro bazén, který realizoval jeho syn Ing. arch. Zdeněk Makovský (plastika byla osazena roku 1998 u vstupu do areálu novostavby Ekonomicko-správní fakulty Masarykovy univerzity v Brně)
- heraldická postava lva na Pražském hradě
- socha u pamětní desky obětí EF VUT v Brně, Antonínská 1
- socha prezidenta T. G. Masaryka před Základní školou TGM v Bystřici nad Pernštejnem
- kašna se sousoším Vinobraní v Mělníku, kopie nepoužité sochy Dívky se džbánem stojí na Obilním trhu v Brně
- Sousoší Nový věk - nachází se před vstupem na Brněnské výstaviště
- rozsáhlý reliéf z cyklu Voda v Našem životě na vstupní části Úpravny vody Podhradí u Vítkova

Za svého působení ve Zlíně působil též jako průmyslový designér. Vytvořil model soustruhu R50 a vrtačky VR8 pro strojírenský závod MAS. Jeho žákem ve Zlíně byl pozdější profesor Zdeněk Kovář. V designérské činnosti pokračoval i počátkem padesátých let na Vysoké škole stavební v Brně.
V letech 1929–1949 byl členem Spolku výtvarných umělců Mánes.

## Ocenění
- 1938 – první cena v soutěži na pomník národního osvobození v Brně
- 1948 – státní cena za plastiku Partyzán ve Zlíně
- 1955 -  Státní cena Klementa Gottwalda
- 1958 – Velká cena za alegorické sousoší Nový věk na světové výstavě v Bruselu (nyní je umístěno před hlavní bránou brněnského výstaviště)
- 1958 – státní cena za pomník J. A. Komenského v Uherském Brodě a v Naardenu
- 1958 – jmenován národním umělcem
- 1958 -  Státní cena Klementa Gottwalda
- 1958 -  Řád práce
- 1960 –  Řád republiky

Nositel dvou státních cen Klementa Gottwalda za brněnský pomník vítězství Rudé armády nad fašismem z roku 1955 a za pomník J. A. Komenského v Uherském Brodu a Naardenu.